# Barion

A proton kvarkszerkezete

A szokásos barionok három kvarkból álló részecskék. Közéjük tartoznak a proton és a neutron – együttes nevükön nukleonok –, valamint az összes többi nehezebb barion – a hiperonok. A "barion" kifejezés a görög "barüsz" ("nehéz") szóból származik, mivel nehezebbek, mint a részecskék többi fő csoportja. A "hiperon" név a nukleonok fölötti tömegre utal.
A barionok mindegyik alapvető kölcsönhatásban részt vevő részecskék. Feles vagy félegész spinűek, ezért a Fermi–Dirac-statisztika és a Pauli-féle kizárási elv érvényes rájuk.
Bariontöltésük +1 – az antibarionoké pedig -1 – ezért a bariontöltés megmaradásának értelmében párban, barion-antibarion párként tudnak csak keletkezni nagyenergiájú folyamatokban.

## Barionmultiplettek

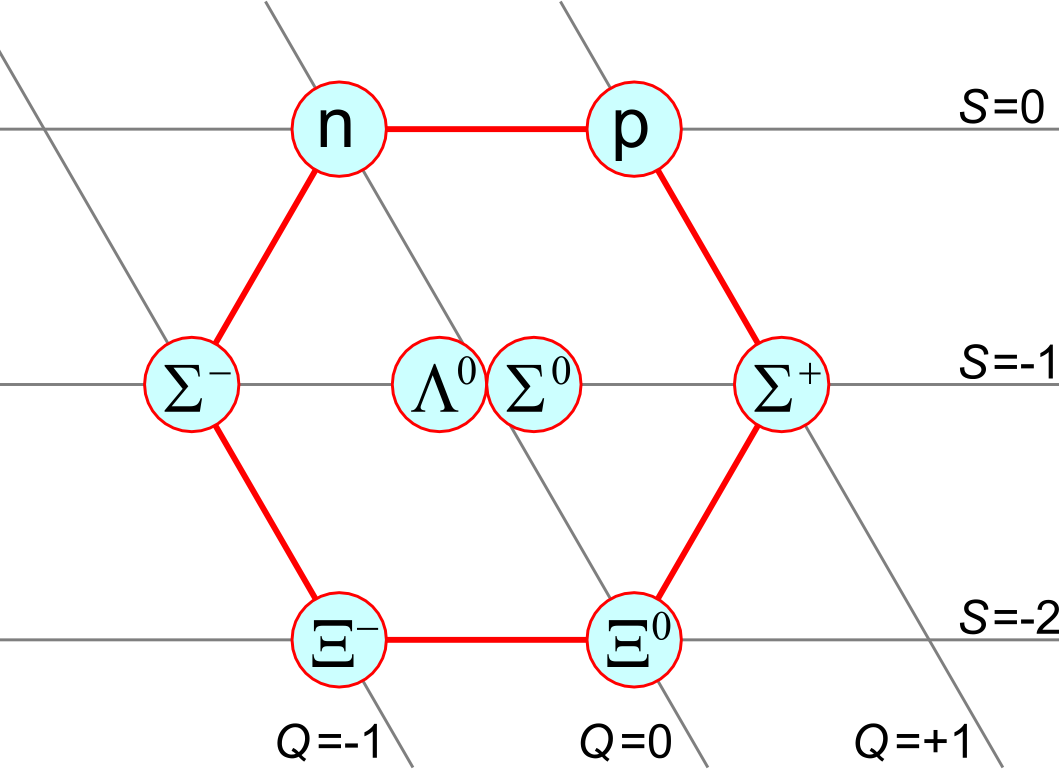
A legkönnyebb spin-1/2 barionoktett.

A legkönnyebb spin-3/2 bariondekuplett.

A barionok a mezonokkal együtt a hadronok közé tartoznak, azaz kvarkokból épülnek fel. A barionok három kvarkból, a mezonok egy kvarkból és egy antikvarkból állnak. A kvarkmodell ezen a konstrukción alapul.
A nukleonok (protonok és neutronok) mellett a barionok közé többek között a Σ, Λ, Ξ, Δ és Ω részecskék tartoznak.
A Δ barionok (Δ++, Δ+, Δ0, Δ‒) u és d kvarkokat tartalmaznak úgy, hogy teljes spinjük 3/2 és teljes izospinjük is 3/2. Elsősorban egy pionra és egy nukleonra bomlanak.
A Λ barionok (Λ0) egy u, egy d és egy s kvarkból állnak, ahol az u és d kvark együttes izospinje 0. A semleges Λ barion volt az első kísérleti bizonyítéka az s kvark létezésének.
A Σ barionok (Σ+, Σ0, Σ‒) egy s kvarkból, valamint két u és/vagy d kvarkból állnak úgy, hogy ez utóbbiak eredő izospinje 1. A semleges Σ ugyanolyan kvarkösszeállítású, mint a semleges Λ (uds)
A Ξ barionok (Ξ0, Ξ‒) két s kvarkból és egy u vagy d kvarkból állnak, így a teljes izospin most 1/2. A semleges Ξ0, ami egy 'u' és két 's' kvarkból áll a semleges Λ-ra és a semleges pionra bomlik.
Az Ω‒ barion három 's' kvarkból áll. Felfedezése a kvarkmodell nagy diadala volt, miután ez csak azután történt meg, hogy létezését, tömegét és bomlási módját megjósolta.
Vannak további barionállapotok, amelyek nehéz kvarkokat (c,'b,'t) tartalmaznak. Ezeket azzal a görög betűvel jelöljük, amivel a könnyű (u/d/s) íztartalmukra utalunk, ellátva egy indexszel, ami jelzi, hogy egy s kvarkot ki kell cserélnünk egy nehéz kvarkra. Például Λ+c kvarktartalma udc, uds helyett.

## Egzotikus barionok
A több mint három kvarkból (vagy antikvarkból) álló, vagy gluonokat is tartalmazó barionokat egzotikus barionoknak hívjuk. A legelső felfedezett ilyen barionok 4 kvarkból és egy antikvarkból álló ún. barion-mezon kötött állapotok, aminek fő bomlási módja is erre a barion-mezon végállapotra vezet.

## Barionanyag
A barionanyag olyan anyag, ami tömegét tekintve főleg barionokból áll. Ez jelenthet akármilyen atomokat, azaz magában foglalja mindazt az anyagot, amivel mindennapi életünk során találkozunk, beleértve a saját testünket is. A nembarionos anyag az alapvető antitézise az ilyen anyagnak, ami akármilyen anyag lehet, ami elsősorban nem barionokból áll. Ez jelenthet olyan szokásos anyagokat, mint a neutrínók, fotonok vagy szabad elektronok, de magában foglalhat olyan egzotikus nembarionikus sötét anyagot is, mint a szuperszimmetrikus részecskék, axionok vagy fekete lyukak. A különbségtétel barionanyag és nembarionos anyag között fontos a kozmológiában, mert az ősrobbanás nukleoszintézis modelljei szoros feltételt szabnak a korai univerzumban jelen levő barionanyag mennyiségére.
A barionanyagnak egyáltalán a létezése maga is jelentős problémája a kozmológiának, mivel feltételezzük, hogy az ősrobbanás egyenlő mennyiségű bariont és antibariont hozott létre. A folyamatot, aminek során a barionok mennyisége meghaladta az antibarionokét, bariogenezisnek hívjuk – ellentétben mondjuk egy olyan folyamattal, ahol a leptonok felelősek az anyag dominanciájáért az antianyag fölött, és amit leptogenezisnek hívnánk.

## Lásd még
Barionok listája